# Dauphines Charleroi
Dauphines Charleroi – żeński klub piłki siatkowej z Belgii. Swoją siedzibę ma w mieście Charleroi. Występuje w Ere Divisie Dames. 

## Sukcesy
- Mistrzostwo Belgii:
  -  1. miejsce: 2006, 2009
- Puchar Belgii:
  -  1. miejsce: 2012